# James Larkin White

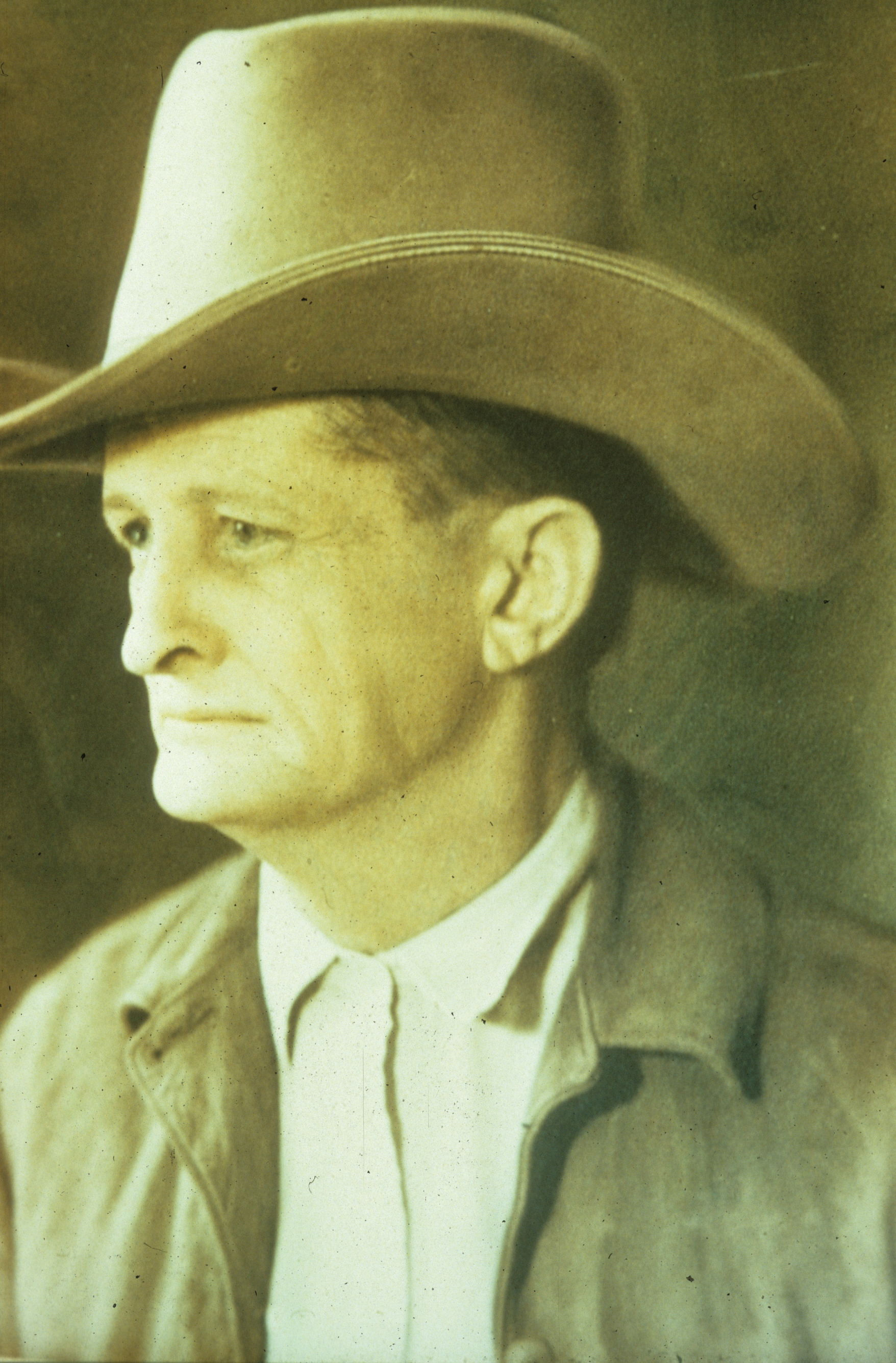
James Larkin White

James („Jim“) Larkin White (* 11. Juli 1882 in Mason County, Texas; † 26. April 1946 in Carlsbad, New Mexico) war ein amerikanischer Cowboy und Höhlenforscher. Er gilt als erster Erforscher der Carlsbad Caverns, der Tropfsteinhöhlen des Carlsbad-Caverns-Nationalparks.

## Leben
James White hatte keine Schulbildung und war des Schreibens nur rudimentär mächtig, als 1932 seine autobiografischen Erinnerungen unter dem Titel Jim White’s Own Story erschienen. Tatsächlich schrieb die Erinnerungen ein Ghostwriter, der Journalist Frank Ernest Nicholson, der 1929 im Auftrag der New York Times eine Expedition nach Carlsbad unternahm und dabei White kennenlernte. Er schränkte zur Faktizität der Aufzeichnungen selbst ein: „Personally, I think Jim White's story, true or untrue, is one of the most intriguing bits of romantic adventure I ever heard.“ („Ich persönlich denke, dass Jim Whites Geschichte, ob wahr oder nicht, eines der faszinierendsten romantischen Abenteuer ist, die ich je gehört habe.“)
James White wuchs als Arbeiter auf verschiedenen Ranches der Viehzucht in Texas auf. Die Familie zog nach Carlsbad, damals noch Eddy genannt auf Anwerbungsversuche der neu gegründeten Stadt hin. Jim arbeitete als Cowboy auf einer Ranch der Gebrüder Lucas. Ein nahegelegenes „Loch im Boden“ war den Menschen weithin bekannt, doch erst White ließ sich von einem großen Schwarm aufsteigender  Fledermäusen dazu inspirieren, die Höhle näher zu untersuchen.
Über das Jahr seiner Erstbegehung gibt es unterschiedliche Angaben. White selbst erinnerte das Jahr 1901, Der National Park Service nennt das Jahr 1898, unter anderem auf Basis einer in den 1980er Jahren entdeckten Inschrift in der Höhle.

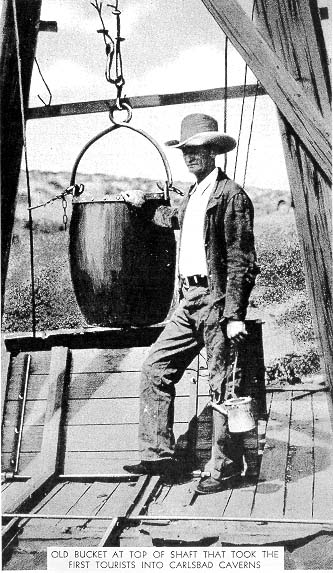
Jim White neben einem Guano-Eimer, der in den ersten Jahren dazu diente, Touristen in die Höhle herabzulassen

Mit einfachen Hilfsmitteln erforschte White die Höhle in den nächsten Jahren immer wieder, teilweise in Begleitung eines mexikanischen Jungens, dessen Name nicht überliefert ist. Die kommerzielle Nutzung von Fledermausguano ermöglichte White, seinen Forscherdrang mit der Arbeit eines Vorarbeiters beim Abbau des Guanos zu verbinden. Dabei versuchte er durchweg, Neugierige für die Höhle zu interessieren und nutzte einen Transporteimer, um sie herabzulassen. Erst in den frühen 1920er Jahren hatten Whites Bemühungen so viel Erfolg, dass er sich durch Höhlenbesucher ein kleines Zubrot verdienen konnte. 1924 führte White eine geologische Expedition an, die einen bebilderten Artikel in National Geographic nach sich zog. 1923 erklärte Präsident Calvin Coolidge die Carlsbad Caverns zum Nationalmonument, 1930 wurden sie zum Nationalpark. Jim White arbeitete fortan als Höhlenführer und erhielt die Erlaubnis, seine Geschichte an Touristen zu verkaufen.

## Rezeption
Im Jahr 2011 wurde eine Bronzestatue vor dem Gebäude des National Cave and Karst Research Institute (NCKRI) in Carlsbad errichtet, die Jim White zeigt, wie er auf einer Leiter in die Höhle absteigt.
Max Frisch besuchte im Oktober 1951 den Carlsbad-Caverns-Nationalpark. Er verarbeite den Besuch in seinem Roman Stiller nicht nur in einer Abenteuergeschichte, in die er viele Elemente aus Jim White’s Own Story übernahm, sondern entlieh sich für den angenommenen Namen seines Ich-Erzählers den Namen des Höhlenentdeckers: James Larkin White.